# Paul Suter
Paul Suter (9 de marzo de 1892-6 de abril de 1966) fue un deportista suizo que compitió en ciclismo en las modalidades de pista  y ruta. Ganó cinco medallas en el Campeonato Mundial de Ciclismo en Pista entre los años 1920 y 1926.

## Medallero internacional
| Campeonato Mundial | Campeonato Mundial     | Campeonato Mundial | Campeonato Mundial |
| Año                | Lugar                  | Medalla            | Competición        |
| ------------------ | ---------------------- | ------------------ | ------------------ |
| 1920               | Amberes (Bélgica)      | Medalla de bronce  | Medio fondo (P)    |
| 1921               | Copenhague (Dinamarca) | Medalla de plata   | Medio fondo (P)    |
| 1922               | París (Francia)        | Medalla de plata   | Medio fondo (P)    |
| 1923               | Zúrich (Suiza)         | Medalla de oro     | Medio fondo (P)    |
| 1926               | Turín (Italia)         | Medalla de bronce  | Medio fondo (P)    |

## Palmarés

### Pista
- 1910
  - Campeón de Suiza amateur de Velocidad
- 1911
  - 1.º en los Seis días de Hamburgo (con Franz Suter)
- 1920
  - Campeón de Suiza de Medio fondo
- 1921
  - Campeón de Suiza de Medio fondo
- 1923
  - Campeón del Mundo de Medio fondo 
  - Campeón de Suiza de Medio fondo
- 1923
  - Campeón de Suiza de Medio fondo
- 1925
  - Campeón de Suiza de Medio fondo
- 1926
  - Campeón de Suiza de Medio fondo
- 1927
  - Campeón de Suiza de Medio fondo

### Ruta
- 1911
  - 1.º en la Múnich-Zúrich
- 1912
  - 1.º en la Múnich-Zúrich
- 1913
  - 1.º en la Múnich-Zúrich